# 薩摩大川站
薩摩大川站（日语：／ Satsuma-Ōkawa eki */?）是位於鹿兒島縣阿久根市大川，屬於肥薩橙鐵道線的車站。車站編號為OR23。

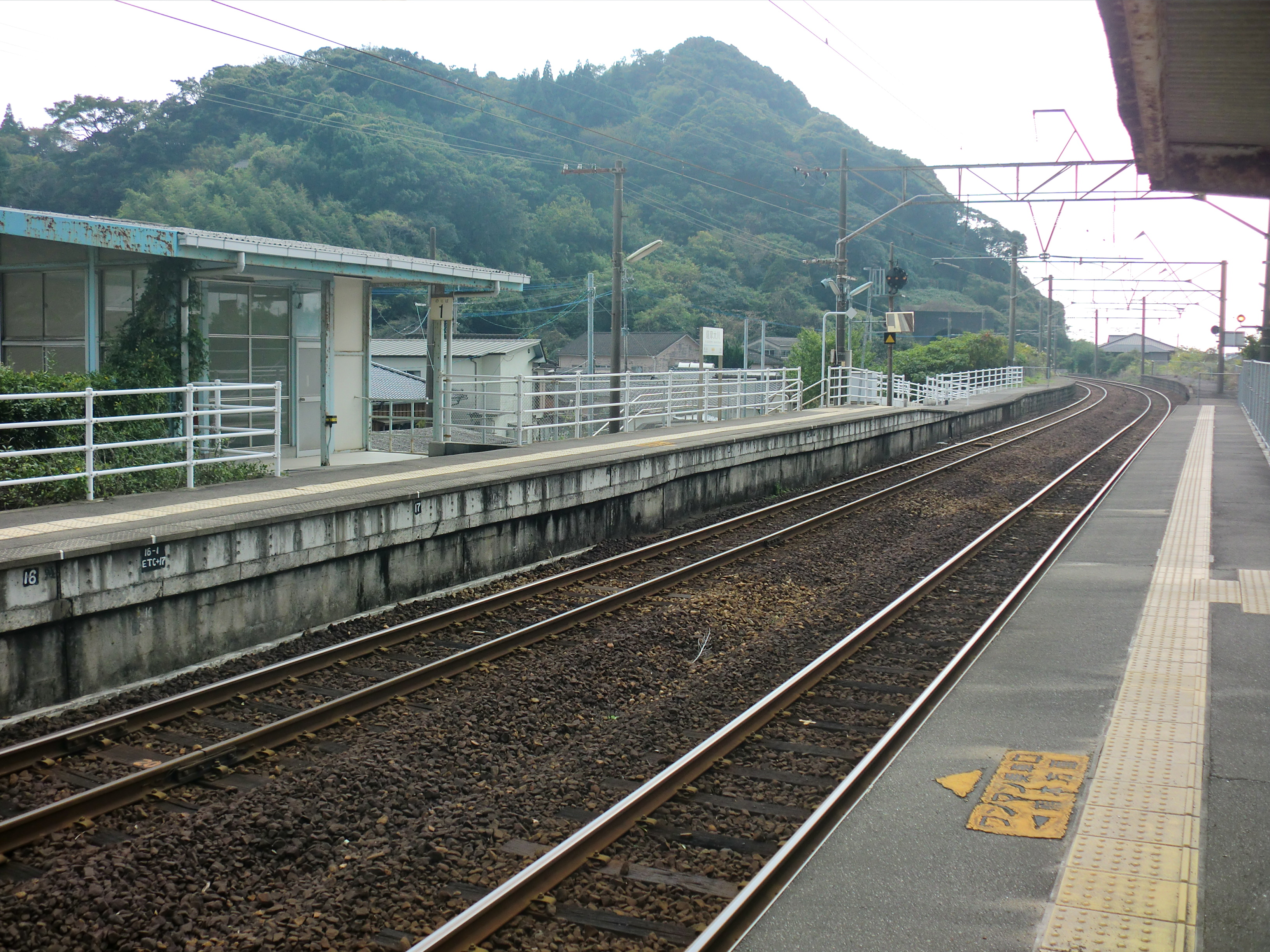
月台（2012年11月）

## 歷史
- 1936年（昭和11年）12月15日 - 鐵道省在牛之濱至西方之間開設新站。
- 1949年（昭和24年）6月1日 - 日本國有鐵道成立，成為國鐵車站。
- 1965年（昭和40年）10月1日 - 車站大樓重建，月台與線路提高工程完成，使車站位於路堤上。設有列車交會設備。
- 1970年（昭和45年）9月1日 - 隨著引入CTC，成為無人車站。由出水站管理。
- 1972年（昭和47年）6月18日 - 北薩摩豪雨，使川內一方的尻無地區與舊線（舊尻無隧道）附近發生大規模山泥傾瀉。此站至西方站之間長時間不通。在1星期後於6月25日暫時重開復旧。
- 1973年（昭和48年）10月1日 - 第二尻無隧道落成，川内一方的舊線改用新線（現時走線）。
- 1987年（昭和62年）4月1日 - 伴隨國鐵分割民營化，車站由九州旅客鐵道（JR九州）營運。
- 2004年（平成16年）3月13日 - 九州新幹線鹿兒島中央站（當日由西鹿兒島站改名而成）至新八代站之間開業，使鹿兒島本線八代站至川內站之間的鐵路業務由肥薩橙鐵道繼承。
- 2019年（令和元年）10月1日 - 隨著引入車站編號，站名牌翻新。車站英文名由「Satsuma Ohkawa」；改為「Satsuma-Ōkawa」。

## 車站構造
本站是地面車站與無人車站，設有2面2線的相對式月台。本站的站房於（昭和40年）10月建成，為混凝土砌塊製2層高的古老建築物。由於肥薩橙鐵道線行經的地理位置較高，因此站房共有2層。月台上的候車室曾經設有車站職員的輪班室與宿舍。
往川內一方的轉轍器位於隧道內，隧道入口為雙線鐵路，出口（川內一方）為單線鐵路。而此站設有JR九州時代的驗票閘口（在前往1號月台的樓梯前）和站名牌。

### 月台
| 月台 | 路線          | 上下行 | 方向                   | 備註 |
| ---- | ------------- | ------ | ---------------------- | ---- |
| 1    | ■肥薩橙鐵道線 | 下行   | 川內方向               |      |
| 2    | ■肥薩橙鐵道線 | 上行   | 阿久根、出水、水俁方向 |      |

在有人車站時，此站曾經設有木造平房。路線與月台在地面較高的位置。此站也曾經只有1面1線的月台，沒有列車交會設備。

## 使用狀況
在2015年度，1日平均乘車人次為13人
| 年度 | 1日平均 乘車人次 | 1日平均 上下車人次 |
| ---- | ---------------- | ------------------ |
| 2007 | 25               | 52                 |
| 2008 | 27               | 57                 |
| 2009 | 27               | 56                 |
| 2010 | 33               | 68                 |
| 2011 | 30               | 63                 |
| 2012 | 26               | 54                 |
| 2013 | 22               | 46                 |
| 2014 | 19               | 40                 |
| 2015 | 13               | 27                 |

## 車站周邊
- 國道3號
- 阿久根市立大川小學、大川中學
- 阿久根市政廳　大川出張所
- 大川郵局
- 道之驛阿久根

## 相鄰車站
肥薩橙鐵道
■肥薩橙鐵道線
■快速「快速海洋快車薩摩」（只於星期六日運行）
通過
■快速「超級橙」（只限1號停站，只於星期六日運行）、■普通
牛之濱（OR22）－薩摩大川（OR23）－西方（OR24）

## 注腳
1. ↑  鹿兒島縣統計年鑑

## 外部連結
- 薩摩大川站（各站資訊） （页面存档备份，存于） - 肥薩橙鐵道